# Die bronzene Göttin
Die bronzene Göttin (Originaltitel: The Velvet Touch) ist ein US-amerikanischer Kriminalfilm aus dem Jahr 1948 von John Gage mit Rosalind Russell und Leo Genn in den Hauptrollen. Der Film wurde von Independent Artists produziert.

## Handlung
Valerie Stanton ist der Star des Dunning-Theaters am Broadway. Mit ihrem langjährigen Produzenten Gordon Dunning hat sie eine Affäre, die sie nun zusammen mit der beruflichen Partnerschaft beenden will, da sie den Architekten Michael Morrell heiraten will. Gordon will sie nicht gehen lassen und droht, Michael einige delikate Details aus Valeries Vergangenheit zu erzählen. Als Gordon zudringlich wird, gerät Valerie in Panik und schlägt ihn mit einer Statue nieder. Sie erkennt, dass sie Gordon getötet hat und schleicht sich aus dem Büro. Während Valerie sich vom Rest des Ensembles verabschiedet und nach Hause geht, findet ihre Kollegin Marian Webster den Toten in seinem Büro. Zu Hause rekapituliert Valerie die Ereignisse, die zu dem tödlichen Streit führten.
Auf dem Weg zu einer Premierenfeier sprechen Valerie und Gordon über ihre Absicht, die Hauptrolle in dem Drama Hedda Gabler von Henrik Ibsen zu übernehmen. Valerie, die sich ihren Namen durch überwiegend leichte Komödien gemacht hat, ist sich sicher, dass sie auch in ernsten Rollen überzeugen kann. Gordon tut dies als Unfug ab. Auf der Feier lernt Valerie den Engländer Michael Morrell kennen und fühlt sich von seinem geistreichen Charme angezogen. Während eines Mittagessens am nächsten Tag verliebt sich Valerie in Michael. Ihr wird klar, dass sie ihre Verbindung zu Gordon beenden muss und sie fragt ihre Kollegin Marian um Hilfe. Marian ist selber in Gordon verliebt, obwohl sie von ihm abgewiesen wurde. Zwar verachtet Marian Valerie, willigt aber dennoch ein, um Gordon für sich zu gewinnen. In einem Theaterrestaurant versucht Marian Gordons Gefühle für sie zu wecken, bleibt aber erfolglos. Als Valerie an ihren Tisch kommt und Gordon zu einem Gespräch am Abend bittet, glaubt er, dass sie zu ihm zurückkommen will. Gordon erzählt dem Reporter Jeff Trent, dass Valerie der Star in seiner nächsten Komödie sein wird. Trent veröffentlicht die Meldung sofort in der nächsten Ausgabe. Als Valerie den Artikel liest, stürmt sie wütend in Gordons Büro, woraufhin der tödliche Streit beginnt.
Valerie wird von Gordons Tod informiert und zum Theater gebeten. Captain Danbury, der ermittelnde Polizeibeamte, befragt alle Darsteller und Mitarbeiter, was sie an diesem Abend gemacht haben. Während Valerie nur oberflächlich befragt wird, verfällt die für Danbury verdächtige Marian in Schockstarre. Danbury zeigt Valerie zwei Briefe, die Gordon kurz vor seinem Tod verfasst hat. Einer ist ein Liebesbrief an sie, der andere eine Ablehnung an Marian. Danbury findet zu Valeries Besorgnis Gordons Tagebuch, findet darin aber weitere Indizien, die auf Marian als Täterin hinweisen. Danbury sucht Valerie einige Tage später auf, die Marians Unschuld beteuert. Sie führt ihm spielerisch die Ereignisse im Büro vor, doch Danbury lehnt die Folgerung, dass sie die Täterin sei, ab, da er kein Tatmotiv erkennen kann. 
Marian kommt wieder zu sich und bezichtigt Valerie des Mordes an Gordon. Marians offene Verachtung bringt Valerie dazu, ein Geständnis abzulegen, doch Danbury wird telefonisch von Marians Selbstmord informiert. Die Neuigkeit verstört Valerie so sehr, dass sie die Proben für Hedda Gabler wegen eines drohenden Zusammenbruchs abbrechen muss. Am Premierenabend erklärt ihr Danbury, dass er den Fall schließen wird. Valeries Schuldgefühle vergrößern sich enorm, als ihr Michael sagt, dass er die Wahrheit von Anfang an gewusst habe. Kurz bevor der Vorhang aufgeht, schreibt sie ein Geständnis, steckt die Nachricht in ihre Samthandschuhe, die sie am Tatabend trug und deponiert diese an Danburys Platz. Valerie fühlt sich befreit und gibt eine erstklassige Vorstellung. Nach der Aufführung stellt sie sich Danbury.

## Produktion

### Hintergrund
Gedreht wurde der Film vom 29. September bis zum 15. Dezember 1947 in den RKO-Studios in Hollywood.
Der Film war die erste Produktion von Independent Artists, die von Rosalind Russell und ihrem Ehemann Frederick Brisson gegründet wurde. Für den Film wurden Leo Genn von MGM und Kameramann Joseph Walker von Columbia Pictures ausgeliehen. Es wurde das größte und kompletteste Theater-Set genutzt, das jemals für eine Filmproduktion erbaut wurde.

### Stab
William Flannery oblag die künstlerische Leitung. Darrell Silvera und Maurice Yates waren für das Szenenbild zuständig, Travis Banton für die Kostüme. Verantwortliche Toningenieure waren Clem Portman, Terry Kellum und Richard Van Hessen.

### Besetzung
In kleinen nicht im Abspann erwähnten Nebenrollen traten Jean Acker, Sam Ash, Franklyn Farnum, Bess Flowers, John Hart, Sam Lufkin, Harold Miller, Hans Moebus, Barry Norton und Tom Powers auf.

### Musik
Der Titelsong The Velvet Touch stammte von Mort Greene und Leigh Harline.

## Veröffentlichung
Die Premiere des Films fand am 13. Juli 1948 statt. In der Bundesrepublik Deutschland kam er am 23. Januar 1955 in die Kinos.

## Kritiken
Der Filmkritiken-Aggregator Rotten Tomatoes hat in einer Auswertung von über 100 User-Kritiken ein Publikumsergebnis von 71 Prozent positiver Bewertungen ermittelt.
Das Lexikon des internationalen Films schrieb: „Die Darstellung des seelischen Konfliktes ist nicht annähernd so überzeugend wie die Schilderung des Theatermilieus und die raffiniert eingefädelte Spannung in diesem soliden Kriminalfilm nach bewährten Mustern.“
Bosley Crowther von der The New York Times notierte, dass Mord etwas sei, womit man auf der Kinoleinwand nicht davonkomme. So sei es nicht schwer für die Zuschauer zu erahnen, wie der Film endet. Und das sei einer der Schwachpunkte des Films. Ein weiterer sei die Verschwommenheit des Charakters, den Rosalind Russell spiele. Sie sei so willkürlich geschrieben, dass man nur schwer etwas wie Persönlichkeit oder Beständigkeit feststellen könne.
Der Kritiker des TV Guide sah einen etwas überreizten aber nichtsdestotrotz unterhaltsamen Film mit einer guten Rosalind Russell.